# Ambassade de France aux Fidji
L'ambassade de France aux Fidji est la représentation diplomatique de la République française aux Îles Fidji, Kiribati, Nauru, Tonga et Tuvalu. Elle est située à Suva, la capitale du pays, et son ambassadrice est, depuis 2024, Julie Le Saos.

## Ambassade
L'ambassade est située à Suva, au 2ème étage de l'immeuble "Pacific House", Butt Street.

## Ambassadeurs
| De   | À    | Ambassadeur               |
| ---- | ---- | ------------------------- |
| 1971 | 1976 | Christian de Nicolay      |
| 1976 | 1978 | Albert de Schonen         |
| 1978 | 1980 | Jean Gueury               |
| 1980 | 1984 | Robert Puissant           |
| 1984 | 1989 | Daniel Dupont             |
| 1989 | 1993 | Henri Jacolin             |
| 1993 | 1996 | Jacques-André Costilhes   |
| 1996 | 2000 | Michel Jolivet            |
| 2000 | 2004 | Jean-Pierre Vidon         |
| 2004 | 2006 | Eugène Berg               |
| 2006 | 2008 | Jean-François Bouffandeau |
| 2008 | 2010 | Michel Monnier            |
| 2010 | 2014 | Gilles Montagnier         |
| 2014 | 2017 | Michel Djokovic           |
| 2017 | 2019 | Sujiro Seam               |
| 2019 | 2020 | Jean-François Fitou       |
| 2020 | 2021 | Poste vacant              |
| 2021 | 2024 | François-Xavier Léger     |
| 2024 | auj. | Julie Le Saos             |

## Relations diplomatiques
Les Îles Fidji ont obtenu leur indépendance du Royaume-Uni en 1970. Depuis cette date, l'ambassadeur de France en Nouvelle-Zélande était accrédité auprès de la République des Fidji et, plus généralement, des îles du Pacifique, en résidence à Wellington. Il existe un ambassadeur résident à Suva depuis 1980.

### République de Kiribati
Anciennement protectorat, puis colonie britannique sous le nom des Îles Gilbert, la république de Kiribati existe sous forme d'État indépendant depuis 1979. C'est en 1982 que l'ambassadeur de France auprès des Fidji a été accrédité pour la première fois auprès de Kiribati.

### Royaume des Tonga
Monarchie constitutionnelle depuis 1875, passée sous protectorat britannique en 1900, le Royaume des Tonga a acquis son indépendance en 1970. Depuis cette date, c'est l'ambassadeur de France auprès des Fidji qui est traditionnellement accrédité auprès des Tonga.

### Tuvalu
Protectorat britannique en 1892, les Îles Ellice deviennent colonie en 1916 en association avec les Îles Gilbert. Mais en 1974, ces deux archipels se scindent pour devenir les Tuvalu et les Kiribati. Les Tuvalu devinrent une monarchie indépendante sous forme d'un dominion, en 1978. Depuis lors, c'est l'ambassadeur de Suva, sur la proche île Fidji, qui est accrédité par la France.

### Nauru
Nauru a obtenu son indépendance de la tutelle australienne en 1968. Dix années plus tard, la France a nommé un ambassadeur accrédité auprès de Nauru, en résidence, initialement, à Wellington, puis à Suva.

## Consulats
Il existe deux consuls honoraires basés à :
- Nuku'alofa (Tonga)
- Tarawa (Kiribati)

### Communauté française
Au 18 août 2024, 144 Français sont inscrits sur les registres de Suva pour l'ensemble de la circonscription consulaire (Fidji, Kiribati, Nauru, Tonga et Tuvalu). La majorité des Français réside aux Fidji.
| 2001 | 2002 | 2003 | 2004 |
| ---- | ---- | ---- | ---- |
| 101  | 108  | 107  | 110  |

| 2005 | 2006 | 2007 | 2008 |
| ---- | ---- | ---- | ---- |
| 102  | 138  | 135  | 160  |

| 2009 | 2010 | 2011 | 2012 |
| ---- | ---- | ---- | ---- |
| 191  | 171  | 200  | 220  |

| 2013 | 2014 | 2015 | 2016 |
| ---- | ---- | ---- | ---- |
| 222  | 216  | 232  | 236  |

### Circonscriptions électorales
Depuis la loi du 22 juillet 2013 réformant la représentation des Français établis hors de France avec la mise en place de conseils consulaires au sein des missions diplomatiques, les ressortissants français d'une circonscription recouvrant l'Australie, la Papouasie-Nouvelle-Guinée, les Fidji, Kiribati, Nauru, Tonga et Tuvalu élisent pour six ans cinq conseillers consulaires. Ces derniers ont trois rôles : 
1. ils sont des élus de proximité pour les Français de l'étranger ;
2. ils appartiennent à l'une des quinze circonscriptions qui élisent en leur sein les membres de l'Assemblée des Français de l'étranger ;
3. ils intègrent le collège électoral qui élit les sénateurs représentant les Français établis hors de France. Afin de respecter la représentativité démographique, un délégué consulaire est élu pour compléter ce collège électoral.

Pour l'élection à l'Assemblée des Français de l'étranger, Fidji, Kiribati, Nauru, Tonga et Tuvalu appartenaient jusqu'en 2014 à la circonscription électorale de Sydney, comprenant aussi l'Australie, les Îles Marshall, les États fédérés de Micronésie, la Nouvelle-Zélande, la Papouasie-Nouvelle-Guinée, les îles Salomon, Samoa et Vanuatu. Les Fidji, Kiribati, Nauru, Tonga et Tuvalu appartiennent désormais à la circonscription électorale « Asie-Océanie » dont le chef-lieu est Hong Kong et qui désigne neuf de ses 59 conseillers consulaires pour siéger parmi les 90 membres de l'Assemblée des Français de l'étranger.
Pour l'élection des députés des Français de l’étranger, Fidji, Kiribati, Nauru, Tonga et Tuvalu dépendent de la 11e circonscription.

## Délégation de la Nouvelle-Calédonie
Au début du mois d'octobre 2010, le gouvernement de la Nouvelle-Calédonie finalise avec le ministère des Affaires étrangères à Paris le processus de recrutement de « représentants consulaires », ou « délégués » (au début 2011 pour le premier, puis en 2018 pour les quatre autres, à travers des épreuves écrites et un grand oral), de formation (d'un an, de septembre 2011 à septembre 2012 pour le premier puis de juin 2018 à juin 2019 pour les quatre suivants, à l'IEP de Paris en partenariat avec le Quai d'Orsay), puis de positionnement (à partir de novembre 2012 et finalement de juillet-septembre 2019). Ceux-ci sont chargés de porter la voix propre de la Nouvelle-Calédonie dans les cinq ambassades françaises en Océanie (en Australie, en Nouvelle-Zélande, au Vanuatu, en Papouasie-Nouvelle-Guinée et aux Fidji), comme prévu par l'Accord de Nouméa. 
La première nomination d'un de ces « délégués » auprès de l'ambassade de France aux Fidji se fait le 14 juin 2019 pour une installation le 15 juillet 2019, la première titulaire de ce poste étant ainsi Rose Wete. La délégation siège dans le bâtiment où est implantée l'ambassade, au 2e étage du Pacific House sur Butt Street, à Suva.
Les « délégués de la Nouvelle-Calédonie aux Fidji » ont été successivement : 
- De 2019 à 2023 : Mme Rose Wete
- De 2023 à ce jour : M. Gaston Wadrawane